# Jugoslawische Männer-Feldhandballnationalmannschaft
Die jugoslawische Männer-Feldhandballnationalmannschaft vertrat Jugoslawien bei Länderspielen und internationalen Turnieren.
Der größte Erfolg war der fünfte Platz bei der Weltmeisterschaft 1955.

## Olympische Spiele
Die jugoslawische Handballnationalmannschaft nahm nicht an der einzigen Austragung, in der Feldhandball gespielt wurde, teil.
| Jahr | Austragungsort          | Teilnahme bis…  | Ergebnis        | Medaille        |
| ---- | ----------------------- | --------------- | --------------- | --------------- |
| 1936 | Berlin, Deutsches Reich | keine Teilnahme | keine Teilnahme | keine Teilnahme |

## Weltmeisterschaften
Die jugoslawische Feldhandballnationalmannschaft nahm an einer der sieben bis 1966 ausgetragenen Feldhandball-Weltmeisterschaften teil.
| Jahr | Gastgeberland   | Teilnahme bis…   | Ergebnis                  | Rang            |
| ---- | --------------- | ---------------- | ------------------------- | --------------- |
| 1938 | Deutsches Reich | keine Teilnahme  | keine Teilnahme           | keine Teilnahme |
| 1948 | Frankreich      | keine Teilnahme  | keine Teilnahme           | keine Teilnahme |
| 1952 | Schweiz         | keine Teilnahme  | keine Teilnahme           | keine Teilnahme |
| 1955 | BR Deutschland  | Spiel um Platz 5 | Jugoslawien 12:5 Saarland | 5. Platz        |
| 1959 | Österreich      | keine Teilnahme  | keine Teilnahme           | keine Teilnahme |
| 1963 | Schweiz         | keine Teilnahme  | keine Teilnahme           | keine Teilnahme |
| 1966 | Österreich      | keine Teilnahme  | keine Teilnahme           | keine Teilnahme |